# Dreaming!
「Dreaming!」（ドリーミング）は、メディアミックス作品『アイドルマスター ミリオンライブ!』の楽曲。春日未来（声：山崎はるか）・最上静香（声：田所あずさ）・伊吹翼（声：Machico）による歌唱バージョンが表題曲として収録されたシングルが、『ミリオンライブ!』の第3弾キャラクターソングシリーズ『THE IDOLM@STER LIVE THE@TER DREAMERS』の1枚目として、2015年9月30日にLantisから発売された。

## 背景・音楽性
『アイドルマスター ミリオンライブ!』の3曲目のテーマ曲として制作された。同作のテーマソングには「Thank You!」及び「Welcome!!」が既にあり、これら2曲はアイドルマスターシリーズの系譜を引き継ぐものとして、バンダイナムコスタジオの佐藤貴文が作曲を手掛けていた。一方で、『ミリオンライブ!』の楽曲制作はランティスが行っており、これを掛け合わせたものとして、「Dreaming!」では作曲を佐藤が、編曲をランティスに楽曲提供を行っていた音楽制作チームのArte Refactが手掛けている。編曲の際、担当を分けての制作だったために名義が連名となっている。
「Dreaming!」は「Thank You!」「Welcome!!」に続くものと強く意識して制作されている。「Welcome!!」で歌詞に"「Thank You!」"というフレーズが使用されているのを踏襲し、本曲においても歌詞に2曲のタイトルが使用されており、後に制作された「Brand New Theater!」においても踏襲されている。歌詞は『ミリオンライブ!』の中心にいるキャラクターの春日未来が向かっていく未来をテーマにしており、大勢で歌うテーマソングであることから、難しいフレーズではなく普遍的なものになるよう意識して制作されている。

## シングルリリース
『ミリオンライブ!』のセンター的ポジションにあたる春日未来（声：山崎はるか）・最上静香（声：田所あずさ）・伊吹翼（声：Machico）が歌唱したものが、2015年9月30日に『ミリオンライブ!』の第3弾キャラクターソングシリーズの1枚目にあたるシングル『THE IDOLM@STER LIVE THE@TER DREAMERS 01 Dreaming!』としてLantisから発売された。このシングルは初回限定盤と通常盤の2形態でリリースされ、初回限定盤には「Dreaming!」のA-1 Picturesが制作したアニメーションPV及び、ライブイベント『THE IDOLM@STER MILLION LIVE! 2ndLIVE ENJOY H@RMONY!!』での「Thank You!」及び「Welcome!!」のライブ・パフォーマンスを収録したBlu-ray Discが同梱された。
ジャケットには『2ndLIVE ENJOY H@RMONY!!』にて使用された衣装での未来・静香・翼のイラストが描かれている。初回封入特典として、ライブイベント『THE IDOLM@STER MILLION LIVE! 3rdLIVE TOUR BELIEVE MY DRE@M!!』の先行応募シリアルが封入された。カップリングには同じくテーマソングの「Welcome!!」の50人歌唱バージョンが収録されている。
その後、『THE IDOLM@STER MILLION THE@TER GENERATION 01 Brand New Theater!』のカップリングとしてメンバー52人による歌唱バージョンが収録された。

## チャート成績
『THE IDOLM@STER LIVE THE@TER DREAMERS 01 Dreaming!』は、発売当日（集計2日目）の2015年9月30日付オリコンデイリーシングルチャートにて1位にランクインし、アイドルマスターシリーズのシングル作品で初めてデイリー1位を獲得した。
その後、2015年10月12日付オリコン週間シングルチャートで推定売上枚数約4.7万枚で3位を記録したほか、累積では約6.7万枚まで伸ばし、当時のアイドルマスターシリーズ関連シングルでの最高売上枚数となった。
| チャート                          | 最高順位 | 出典   |
| --------------------------------- | -------- | ------ |
| オリコン週間CDシングルランキング  | 3        | [ 9 ]  |
| Billboard Japan Hot 100           | 5        | [ 10 ] |
| Billboard Japan Hot Animation     | 1        | [ 11 ] |
| Billboard JAPAN Hot Singles Sales | 1        | [ 12 ] |

## シングル収録トラック
| #         | タイトル                  | 作詞       | 作曲             | 編曲             | 歌                                                                | 時間  |
| --------- | ------------------------- | ---------- | ---------------- | ---------------- | ----------------------------------------------------------------- | ----- |
| 1.        | 「Dreaming!」             | 真崎エリカ | BNSI（佐藤貴文） | Arte Refact      | 春日未来（山崎はるか）、最上静香（田所あずさ）、伊吹翼（Machico） | 4:40  |
| 2.        | 「Welcome!!」             | 佐々木恵梨 | BNSI（佐藤貴文） | BNSI（佐藤貴文） | MILLION ALLSTARS                                                  | 5:46  |
| 3.        | 「Dreaming! (Off Vocal)」 |            |                  |                  |                                                                   | 4:40  |
| 4.        | 「Welcome!! (Off Vocal)」 |            |                  |                  |                                                                   | 5:46  |
| 合計時間: | 合計時間:                 | 合計時間:  | 合計時間:        | 合計時間:        | 合計時間:                                                         | 20:53 |

| #  | タイトル                                                                      | 作詞 | 作曲・編曲 |
| -- | ----------------------------------------------------------------------------- | ---- | ---------- |
| 1. | 「"Dreaming!" Animation PV」                                                  |      |            |
| 2. | 「Thank You!」(THE IDOLM@STER MILLION LIVE! 2ndLIVE ENJOY H@RMONY!! Day1より) |      |            |
| 3. | 「Welcome!!」(THE IDOLM@STER MILLION LIVE! 2ndLIVE ENJOY H@RMONY!! Day1より)  |      |            |
| 4. | 「Thank You!」(THE IDOLM@STER MILLION LIVE! 2ndLIVE ENJOY H@RMONY!! Day2より) |      |            |
| 5. | 「Welcome!!」(THE IDOLM@STER MILLION LIVE! 2ndLIVE ENJOY H@RMONY!! Day2より)  |      |            |

## 収録作品
この他、ライブ・イベント『THE IDOLM@STER MILLION LIVE! 3rdLIVE TOUR BELIEVE MY DRE@M!!』の開幕演出として、Arte Refactの編曲によるジャズ・アレンジが使用されている。
| 発売日         | 作品名                                                              | 歌 | 備考                                                                                      |
| -------------- | ------------------------------------------------------------------- | --- | ----------------------------------------------------------------------------------------- |
| 2015年 9月30日 | THE IDOLM@STER LIVE THE@TER DREAMERS 01 Dreaming!                   | 春日未来（山崎はるか）、最上静香（田所あずさ）、伊吹翼（Machico） |                                                                                           |
| 10月28日       | THE IDOLM@STER LIVE THE@TER DREAMERS 02                             | 天海春香（中村繪里子）、春日未来（山崎はるか）、高槻やよい（仁後真耶子）、矢吹可奈（木戸衣吹）、ジュリア（愛美）、所恵美（藤井ゆきよ）、北上麗花（平山笑美）、北沢志保（雨宮天）、七尾百合子（伊藤美来）、望月杏奈（夏川椎菜）               |                                                                                           |
| 12月2日        | THE IDOLM@STER LIVE THE@TER DREAMERS 03                             | 如月千早（今井麻美）、最上静香（田所あずさ）、周防桃子（渡部恵子）、真壁瑞希（阿部里果）、徳川まつり（諏訪彩花）、馬場このみ（高橋未奈美）、二階堂千鶴（野村香菜子）、萩原雪歩（浅倉杏美）、箱崎星梨花（麻倉もも）、宮尾美也（桐谷蝶々）     |                                                                                           |
| 12月23日       | THE IDOLM@STER LIVE THE@TER DREAMERS 04                             | 秋月律子（若林直美）、篠宮可憐（近藤唯）、伊吹翼（Machico）、我那覇響（沼倉愛美）、エミリー スチュアート（郁原ゆう）、水瀬伊織（釘宮理恵）、高山紗代子（駒形友梨）、佐竹美奈子（大関英里）、天空橋朋花（小岩井ことり）、中谷育（原嶋あかり） |                                                                                           |
| 2016年 1月27日 | THE IDOLM@STER LIVE THE@TER DREAMERS 05                             | 木下ひなた（田村奈央）、双海亜美（下田麻美）、四条貴音（原由実）、豊川風花（末柄里恵）、野々原茜（小笠原早紀）、ロコ（中村温姫）、松田亜利沙（村川梨衣）、横山奈緒（渡部優衣）、三浦あずさ（たかはし智秋）、百瀬莉緒（山口立花子）           |                                                                                           |
| 1月30日        | THE IDOLM@STER LIVE THE@TER SOLO COLLECTION Vol.03 Vocal Edition    | ジュリア（愛美） | ライブイベント『THE IDOLM@STER MILLION LIVE! 3rdLIVE TOUR BELIEVE MY DRE@M!!』にて販売。  |
| 3月23日        | THE IDOLM@STER LIVE THE@TER DREAMERS 06                             | 大神環（稲川英里）、双海真美（下田麻美）、菊地真（平田宏美）、舞浜歩（戸田めぐみ）、高坂海美（上田麗奈）、田中琴葉（種田梨沙）、島原エレナ（角元明日香）、星井美希（長谷川明子）、永吉昴（斉藤佑圭）、福田のり子（浜崎奈々）                 |                                                                                           |
| 8月10日        | ターンオンタイム!                                                   | 春日未来（山崎はるか）、最上静香（田所あずさ）、箱崎星梨花（麻倉もも） | ラジオ『THE IDOLM@STER MillionRADIO』用リミックス、編曲はKOH。                            |
| 2017年 7月26日 | THE IDOLM@STER MILLION THE@TER GENERATION 01 Brand New Theater!     | 765 MILLION ALLSTARS | 桜守歌織（香里有佐）、白石紬（南早紀）を含んだメンバー52人による歌唱。                    |
| 2018年 6月2日  | THE IDOLM@STER LIVE THE@TER SOLO COLLECTION 06 フェアリースターズ   | 所恵美（藤井ゆきよ） | ライブイベント『THE IDOLM@STER MILLION LIVE! 5thLIVE BRAND NEW PERFORM@NCE!!!』にて販売。 |
| 12月27日       | アイドルマスター ミリオンライブ！ Blooming Clover 第4巻限定版特典CD | 矢吹可奈（木戸衣吹）、箱崎星梨花（麻倉もも）、高坂海美（上田麗奈） | 漫画『アイドルマスター ミリオンライブ！ Blooming Clover』第4巻限定版に付属。              |